# 普卡普卡语 (库克群岛)
普卡普卡语（Pukapukan）是库克群岛西北部普卡普卡环礁上的土著语言，属玻里尼西亞語。普卡普卡语的使用者称此语言为“wale”。
在1990年代前期，此语言约有750名使用者。